# Neculae Pop
Neculae Vasile Pop, född 3 januari 1951 i Hodac, är en rumänsk före detta volleybollspelare.
Pop blev olympisk bronsmedaljör i volleyboll vid sommarspelen 1980 i Moskva.